# Laurentiuskirche (Widdern)

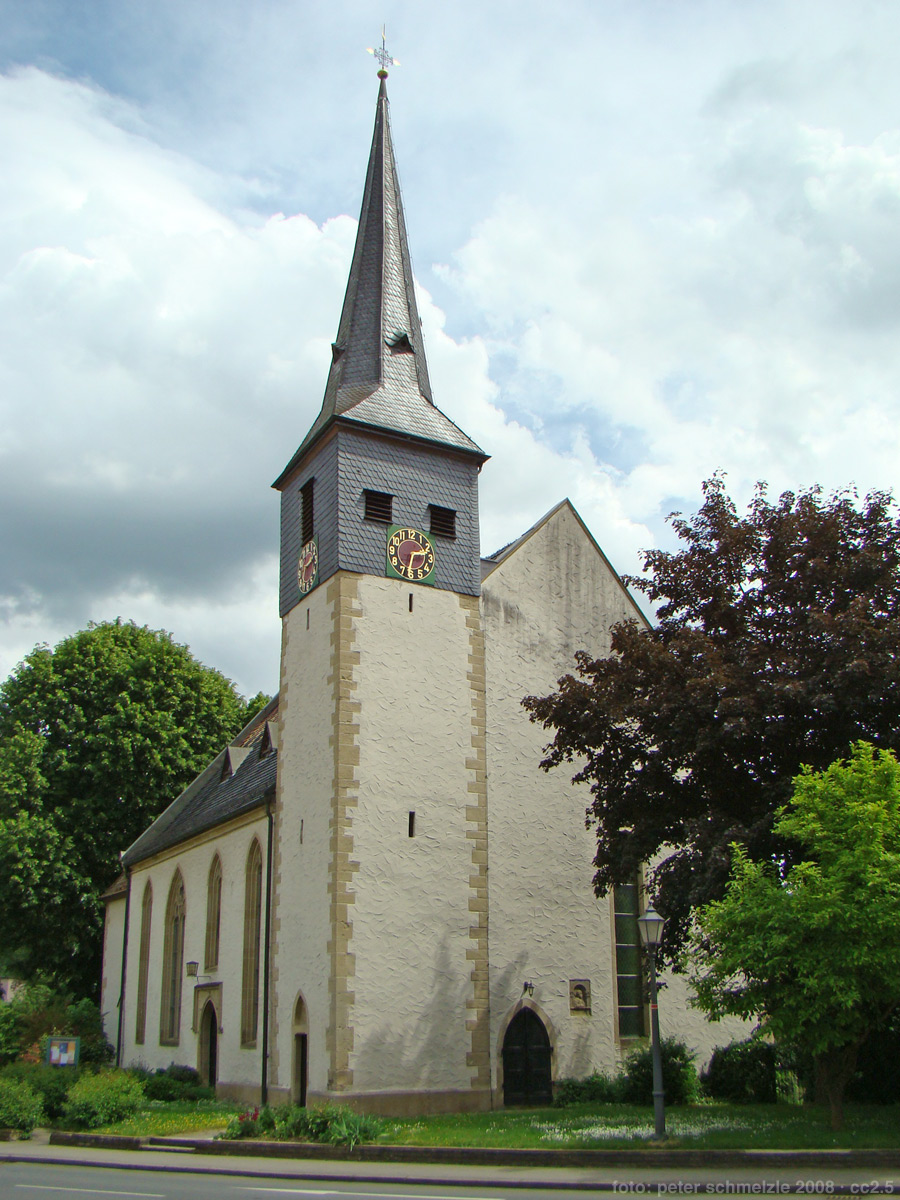
Evangelische Laurentiuskirche in Widdern

Die Laurentiuskirche  in Widdern im Landkreis Heilbronn im nördlichen Baden-Württemberg ist eine evangelische Pfarrkirche. Sie wurde 1258 erstmals erwähnt und in ihrer heutigen Form unter Beibehaltung des spätgotischen Gebäudekerns von 1892 bis 1895 neu erbaut. Die Kirche ist ein geschütztes Kulturdenkmal gemäß § 28 des Denkmalschutzgesetzes Baden-Württemberg.

## Geschichte
Die Ursprünge der Kirche in Widdern liegen weitgehend im Dunkeln. Aufgrund ihrer Bedeutung für die umliegenden Kirchen nimmt man an, dass eine Kirche in Widdern bereits im 10. Jahrhundert bestanden hat. Erstmals erwähnt wird die Kirche im Jahr 1258. Bei der ersten Nennung der Kirche wird kein Kirchenpatron genannt, jedoch wurde bis 1481 Kirchweih am Tag des Hl. Martin gefeiert, so dass die Kirche ursprünglich diesem Heiligen geweiht gewesen sein und nach dem Sieg bei der Schlacht auf dem Lechfeld am Laurentiustag des Jahres 955 ein Patroziniumswechsel hin zum Hl. Laurentius stattgefunden haben könnte.
Bei der ersten Erwähnung im Jahr 1258 lag das Patronatsrecht der Kirche beim Chorherrenstift Mosbach. Die Kirche war Mutterkirche für die Filialen in Unterkessach, Korb, Jagsthausen und Olnhausen, die jedoch bis auf das erst im 19. Jahrhundert selbstständige Pfarrei gewordene Unterkessach alle schon bis um 1600 zu eigenen Pfarreien erhoben wurden.
Aufgrund der in verschiedene Ganerbenanteile zersplitterten Besitzverhältnisse in Widdern gab es bereits 1542 einige reformierte Untertanen. Die Reformation wurde schließlich um 1544 vollends vollzogen, als es dem Ganerben Hans Israel von Zillenhart gelang, den Kaplan Simon Ziegler zur Annahme der neuen Gottesdienstordnung zu überzeugen und die dem Mosbacher Chorherrenstift zustehenden Pfründen an sich zu ziehen. Das Patronatsrecht hingegen kam nach der Aufhebung des Mosbacher Stifts 1562 an die Kurpfalz. Die Familie Zillenhart wurde 1763 mit Christian Albert von Zillenhart wieder katholisch, wodurch sich wieder eine kleine katholische Gemeinde bildete und es gelegentlich noch zu kleineren religiösen Auseinandersetzungen kam.
Die Kirche wurde im Lauf der Zeit vielfach renoviert. 1582 wurde der von einem Sturm beschädigte Kirchturm repariert, um 1710 wurde die Kirche umfassend renoviert, wenig später eine neue Orgel beschafft. Die Kirche galt bereits im 18. Jahrhundert als zu klein und baufällig, jedoch unterblieben viele Baumaßnahmen, vor allem auch am oftmals bemängelten Pfarrhaus, aufgrund der zerstrittenen Verhältnisse der Widderner Ganerben. Der Neubau der Kirche in ihrer heutigen Gestalt fand schließlich erst im späten 19. Jahrhundert, nach den Plänen des Architekten Louis Stahl, statt.